# Sentosa Express
Le Sentosa Express, est un système de transport guidé de type monorail exploité à Sentosa, une île de Singapour. Le système, de type privé et exploité par Sentosa Development Corporation, peut déplacer jusqu'à 4 000 passagers par heure et par direction.

## Histoire
Construit à un coût de 140 millions de dollars, le développement commence en juin 2003 et s'achève en décembre 2006. La ligne bidirectionnelle de 2,1 kilomètres (1,3 mile) par direction est entièrement érigée. Le système est mis en service le 15 janvier 2007 avec 3 stations. Le 1er février 2007, la station Waterfront est ajoutée au réseau.

## Ligne
La ligne aérienne, d'une longueur de 2,1 kilomètres, transporte les passagers de Sentosa à Beach, desservant notamment le parc d'attractions Universal Studios Singapore.

## Stations
La ligne comporte 4 stations.
| Station / Code couleur | Station / Code couleur | Station / Code couleur | Correspondances | Date d'ouverture | Nom antérieur |
| Anglais · Malais       | Chinois · Tamil        | Japonais               | Correspondances | Date d'ouverture | Nom antérieur |
| ---------------------- | ---------------------- | ---------------------- | --- | ---------------- | ------------- |
| VivoCity               | 圣淘沙 · செந்தோசா          | セントーサ             | - Ligne Nord-Est et Ligne circulaire à HarbourFront - Bus publics du continent à HarbourFront Bus Interchange                                                       | 15 janvier 2007  | Gateway       |
| Resorts World          | 滨海 · வாடேர்ப்ரோன்ட்         | ウォーターフロント     | - Resorts World Sentosa – bus publics du continent | 1er février 2007 | Sentosa       |
| Imbiah                 | 英比奥 · இம்பிஅஹ்         | インビア               | - Bus de Sentosa (Red, Blue, Yellow Lines) | 15 janvier 2007  | Merlion       |
| Beach                  | 海滩 · கடற்கரை           | ビーチ                 | - Bus de Sentosa (Red, Blue, Yellow Lines) - Bus Sentosa–Singapour entre la station et HarbourFront Bus Interchange - Navettes pour Siloso Beach et Palawan-Tanjong | 15 janvier 2007  | Palawan       |

## Fréquence
Le premier train quitte les stations Sentosa et Beach à 7 heures du matin et le dernier train est à minuit. Les trains fonctionnent à une fréquence moyenne de trois minutes pendant les heures de pointe. Le temps de parcours d'un terminus à l'autre est de huit minutes.

## Matériel roulant
Le Sentosa Express est le premier système à utiliser un monorail à chevalet avec une capacité d'environ 184 passagers par train et un total de six trains de 25 mètres de longueur chacun. Chaque train a une couleur différente, à savoir bleu, jaune, vert, orange, pourpre, rose et rouge. Les trains roses et rouges sont ajoutées à la flotte originale de quatre le 1er décembre 2009. Le train jaune est le train d'entretien.
Chaque jour, quatre couleurs de monorail sont choisies pour être déployées sur ce service tandis que les deux autres restent au dépôt.

## Tarification
Le Sentosa Pass pour une journée coûte 4 SGD et comprend l'entrée de l'île et des trajets illimités sur le Sentosa Express. La carte sans contact RFID peut être achetée à partir de machines automatiques de billetterie à n'importe quelle station du Sentosa Express opérationnelle. Le paiement peut aussi être effectué en utilisant de l'argent comptant, NETS ou par carte de crédit.
Par ailleurs, les usagers peuvent également scanner leurs cartes EZ-Link (utilisées pour les paiements électroniques des transports publics singapouriens) aux tourniquets des stations du Sentosa Express et permet un nombre illimité de trajets sur le monorail.

## Incident
Le 4 décembre 2014, une panne technique provoque des perturbations sur le monorail et bloque un train pendant la nuit. 61 passagers sont évacués.

## Galerie de photographies

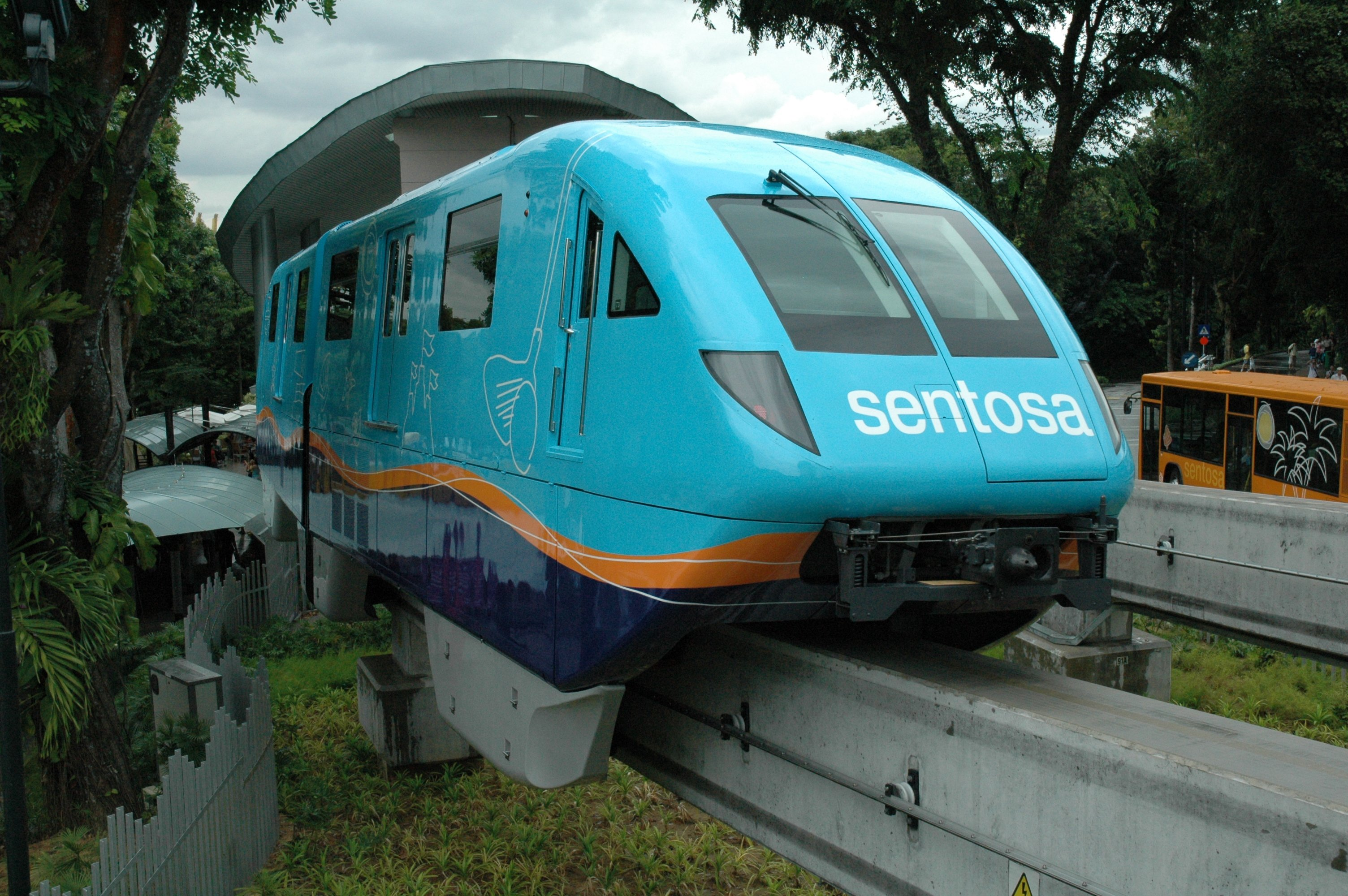
Rame bleue partant de la station Imbiah.
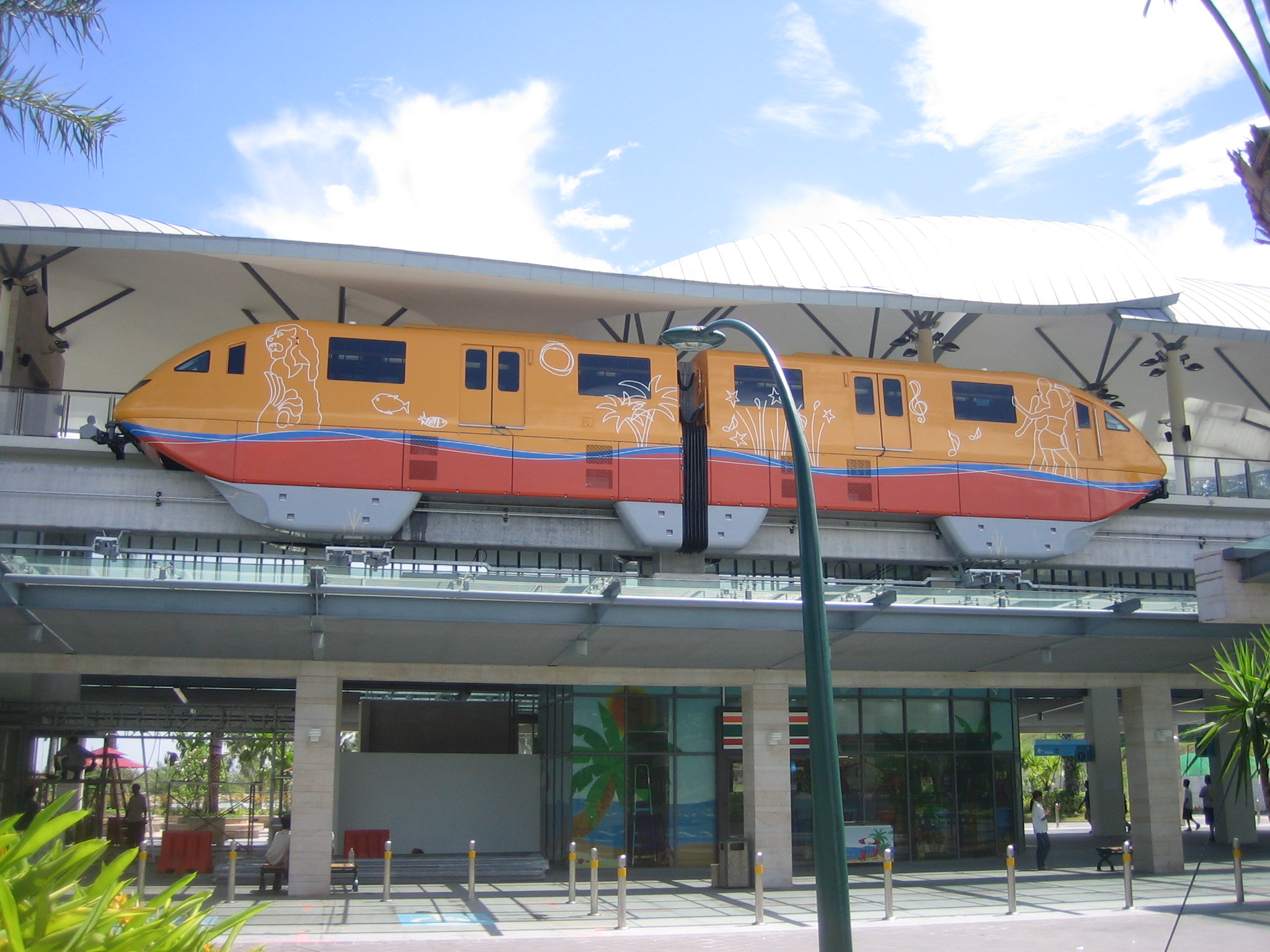
Rame à la station Beach pendant un test.